# Кадаризм

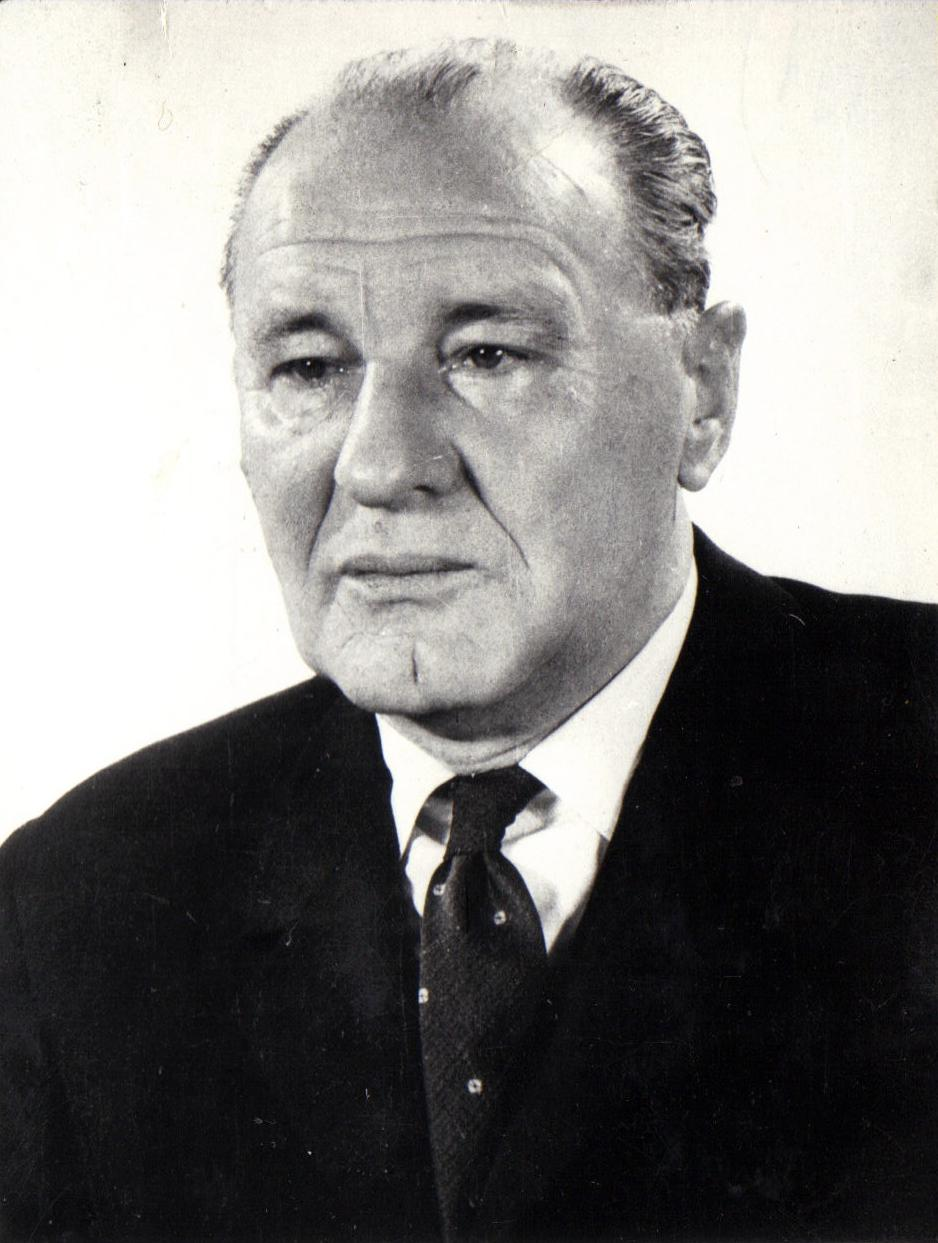
Янош Кадар — «отец» гуляш-коммунизма

«Кадари́зм» (венг. Kádárizmus, «гуляш-коммунизм», gulyáskommunizmus, «гуляш-социализм», gulyásszocializmus, «венгерский социализм») — расхожее название политического режима в Венгерской Народной Республике в 1960—1980-х годах. В первую очередь связано с именем первого секретаря Венгерской социалистической рабочей партии Яноша Кадара.

## Экономика
Основным отличием экономики ВНР от экономики других стран советского блока было наличие элементов рыночной экономики, что стало возможным в результате экономических реформ правительства Яноша Кадара, проведением которых руководил Режё Ньерш.
С 1968 года в Венгрии был введён принципиально новый для стран соцлагеря экономический механизм, который предусматривал отказ от централизованного планирования с передачей права на составление планов самим предприятиям. Было заявлено:
…Все мы знаем известные мировые фирмы, но нет ни одной, которая бы занималась буквально всем — от яблок «джонатан» до задних мостов для автобусов и автомобилей. У меня есть определенное мнение о самом себе, и я, безусловно, уважаю членов политбюро и Совета министров, однако мы не можем знать всё и всё решать. Невозможно правильно и без потери времени решать из центра, какую продукцию нужно выпускать на том или ином предприятии, какое оборудование заменить на более современное, во что вкладывать деньги. Всё это нужно определять на местах и там же принимать решения…
Получив финансовую самостоятельность, государственные предприятия смогли сами открывать свои филиалы и сбывать свою продукцию. Многие предприятия (в основном в обрабатывающей промышленности) получили относительную свободу установления цен на свою продукцию.
Венгерская экономика меньше всего среди экономик стран соцлагеря страдала от «уравниловки» в оплате труда. К середине 1970-х годов форинт — национальная денежная единица ВНР — достиг уровня практически полной конвертируемости (впоследствии полная конвертируемость не была достигнута из-за кризиса на мировых рынках энергоносителей 1979 года).
В годы, когда Венгрией руководил Янош Кадар, она вышла на первое место в Европе по производству пшеницы и мяса из расчёта на душу населения, и на второе — по количеству яиц. В отличие от большинства стран социалистического лагеря, потребительский рынок здесь практически не страдал от дефицита товаров народного потребления. Собственно, название «гуляш-коммунизм» возникло в связи с тем, что своё национальное мясное блюдо венгры могли себе позволить практически ежедневно.
С конца 1970-х годов в Венгрии началось постепенное снижение темпов экономического роста и, как следствие, жизненного уровня её граждан. Многие были уверены, что кадаризм, базировавшийся на государственно-кооперативной собственности, исчерпал себя. Эпоха кадаризма закончилась в 1989 году в результате демократических реформ в Венгрии.
…Однако пропасть, отделявшая кадаровское квазисоциалистическое общество от настоящей демократии и развитой рыночной экономики, была менее глубокой, чем, скажем, в соседних Чехословакии и Польше. Поэтому и демонтаж социализма в Венгрии проходил мягко, без такого острого противостояния, как в других «бараках» социалистического лагеря…
Однако не стоит забывать, что экономическое благополучие социалистической Венгрии в большой степени зависело от иностранных кредитов и льготных цен на советские энергоносители. Значительный урон экономике Венгрии нанёс нефтяной кризис 1973 года, повлёкший за собой резкий скачок цен на нефть. К 1987 году долг Венгрии западным кредиторам составил 17,8 миллиарда долларов, к 1990 году эта цифра возросла до 21 миллиарда. Во второй половине 1980-х годов Венгрия оказалась на пороге дефолта, её вступление в 1983 году в клиенты Всемирного банка только ускорило этот процесс (впрочем, в Польше дефолт по западным долгам к тому моменту уже произошел). Экономические проблемы повлекли за собой снижение уровня жизни и как следствие — снижение рождаемости. В итоге Венгрия стала первой социалистической страной (и второй в мире), столкнувшейся с проблемой естественной убыли населения.

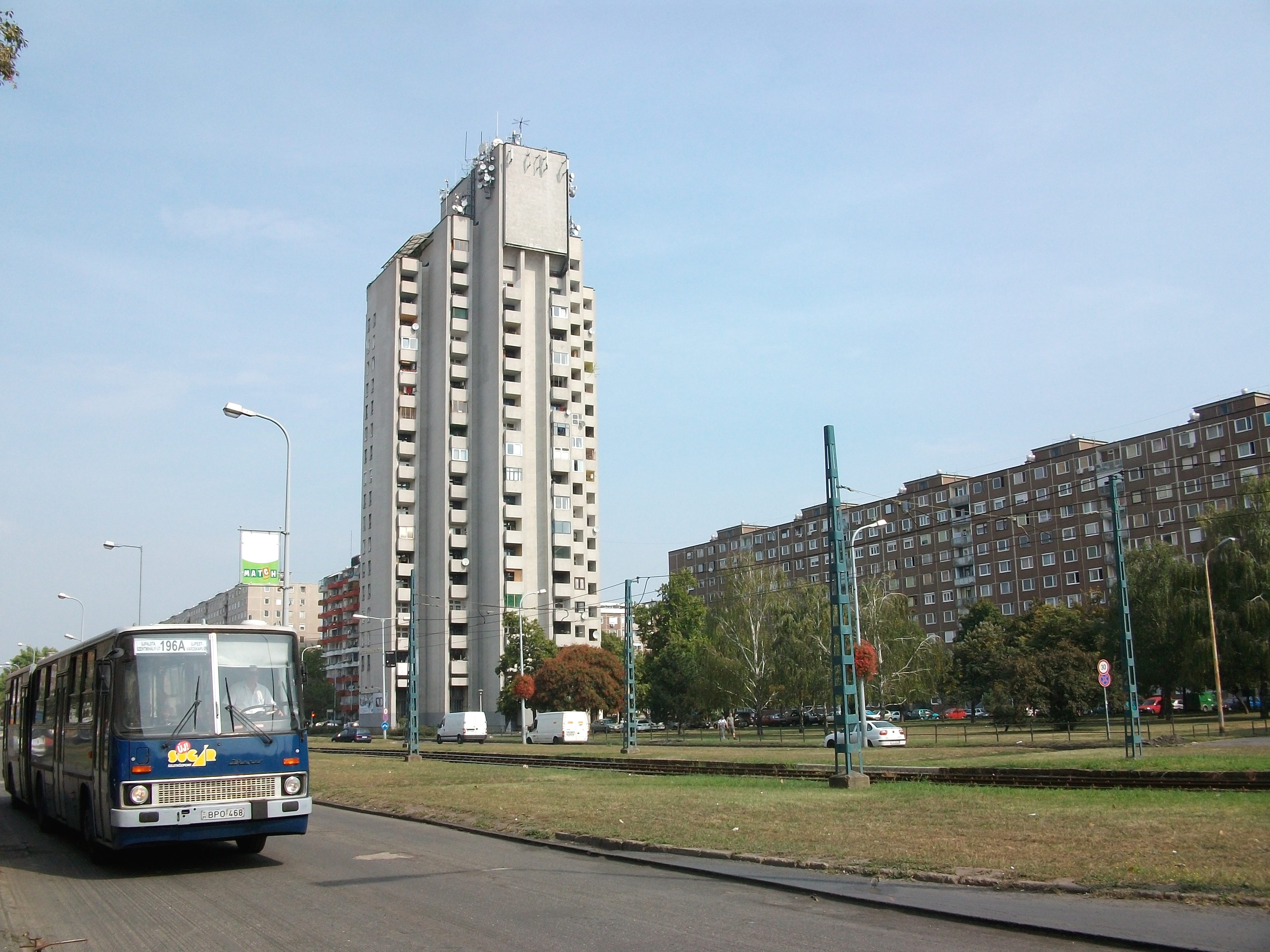
Оставшееся наследие социалистической системы в 2009 году — автобус Ikarus, панельные дома и микрорайон Újpalota в Будапеште

Примерно с 1977 года величина внешнего долга стала весьма угрожающей, и Венгрия как страна, импортирующая энергоносители, должна была пойти на коренной пересмотр всей сложившейся ценовой политики, так как искусственно сохранять дешевизну целого ряда товаров оказалось невозможно. В 1979—1980 годах была проведена реформа ценообразования, благодаря которой основные диспропорции удалось устранить. Это позволило сократить размер государственных дотаций и субсидий, предоставляемых из бюджета многочисленным убыточным предприятиям.

## Политическая жизнь
Пытаясь достигнуть общественного успокоения, Янош Кадар в 1961 году выдвинул лозунг «кто не против нас, тот с нами», который предопределил некоторую либерализацию и отсутствие жесткой цензуры. В Венгрии было гораздо больше возможностей, чем в других социалистических странах, для налаживания творческих контактов с Западом, для развития системы знаний об обществе, для проведения дискуссий о перспективах развития страны.

## Мнения о кадаризме
Западные журналисты неоднократно спрашивали Кадара о внедрении столь смелых, практически капиталистических методов в экономику Венгерской народной республики, на что тот неизменно отвечал, что это «социалистические рыночные методы».
В настоящее время[когда?] зафиксировано, что многие венгры ностальгируют по временам правления Кадара. Во время одного из опросов 77 % опрошенных заявили, что они недовольны демократией в Венгрии. Более чем 50 % опрошенных сказали, что стране необходим сильный лидер, а не демократическое правительство. 72 % опрошенных сказали, что сейчас им живётся гораздо хуже, чем при кадаровском режиме. При этом лишь 46 % одобряют рыночную экономику (в 1991 году, по статистике, таковых было 80 %). Все эти цифры выше, чем где бы то ни было во всей Восточной Европе. 75 % венгров считают Яноша Кадара лучшим главой государства в его истории, причём число людей, солидарных с этим мнением, растёт с каждым годом.
Венгерский профессор Михай Хоппал говорил в своём интервью:
…Мы тогда жили лучше, чем сейчас. При Кадаре мы, учёные, вели активную деятельность и могли издавать большое количество научных трудов. А сейчас надо за всё платить: за образование, здравоохранение. Вот нам сейчас говорят, что при социализме всё было бесплатным, потому что часть денег забиралась из нашей зарплаты. Прекрасно, согласен — говорю я! Тогда верните часть денег, которые мы тогда заплатили. Верните, чтобы мы могли оплатить услуги в нынешних условиях. А где наши деньги? Наш очень молодой премьер-министр Венгрии Ференц Дюрчань как политик хуже, чем поздний Кадар. Правительство Дюрчаня носится с идеей разрушения системы венгерской академической науки. Есть у них мнение, что здания академических институтов в Будапеште необходимо приватизировать. Это же форменное безобразие! Не понимаю, как он смог в короткое время стать не то что миллионером, а даже миллиардером. Это непонятно — ведь у нас нет нефти и газа. Он даже скупил бывшую компартию и стал лидером современных венгерских социал-демократов…

Видный современный британский социальный антрополог, венгровед Крис Ханн высказывался (в 2019): 
Учитывая относительный успех «гуляш-коммунизма» в 1970-х и 1980-х годах, многие думали, что перспективы плавного перехода к рыночной экономике здесь особенно радужны. Это оказалось иллюзией. Популистские настроения в Венгрии и других государствах Вышеграда нетрудно понять, если признать неспособность преодолеть экономическую пропасть, отделяющую их от Запада. К концу второго десятилетия постсоциализма, когда уровень доходов на душу населения позднего социалистического периода, наконец, был достигнут, мировой финансовый кризис принес новые конвульсии.